# Terremoto della Calabria del 1947
Il terremoto in Calabria del 1947 fu una serie di eventi sismici culminati con l'evento principale dell'11 maggio del 1947 con epicentro al largo di Satriano, nel Golfo di Squillace, con magnitudo Richter pari a 5.7.
È stato l'ultimo terremoto di forte intensità registrato in Calabria.

## Le scosse e i danni[1][2][3]
La terra ha tremato per quarantotto ore in dodici diverse ondate (di tipo sussultorio e ondulatorio); secondo il quotidiano Il tempo le prime scosse si sono avute durante la notte tra il 10 e l'11 maggio.
Alle 8,30 di giorno 11 la scossa che ha provocato la paura maggiore e forse i danni più gravi; le successive alle 15 e alle 18, alle 17:05, alle 20:30.
Epicentro il golfo di Squillace (9º grado della scala Mercalli), furono registrati danni a Chiaravalle Centrale, Argusto, Petrizzi, Gagliato, Gasperina, Montauro, Stalettì, Montepaone, Davoli, San Sostene, Sant'Andrea, Isca sullo Ionio con il 60% di case distrutte, Badolato, Santa Caterina dello Ionio, Guardavalle, Satriano e Cenadi e lesioni a Catanzaro e Soverato. In provincia di Reggio Calabria furono registrate lesioni nei comuni di Roccella, Bivongi, Pazzano, Stilo e Monasterace.
I giornali dell'epoca riportavano inizialmente la notizia di 4 vittime nel paese di Isca, in seguito confermate solo due, di 140 feriti e di 1300 famiglie senza tetto. E ancora: "A Badolato sono rimaste danneggiate 50 abitazioni e molte altre sono state dichiarate inabitabili. Sette persone sono rimaste ferite e 500 famiglie sono senza tetto".
Le vittime furono contenute molto probabilmente a causa dello sfollamento dei centri abitati a seguito della guerra appena terminata.